# Xylopia acunae
Xylopia acunae är en kirimojaväxtart som beskrevs av Attila L. Borhidi och Del-risco. Xylopia acunae ingår i släktet Xylopia och familjen kirimojaväxter. Inga underarter finns listade i Catalogue of Life.